# هیمالایا دراگ
هیمالایا دراگ (انگلیسی: Himalaya Drug) شرکت داروسازی هندی است، که در سال ۱۹۳۰ تأسیس شد.